# Innokienti Ánnienski
Innokienti Fiódorovich Ánnienski (en ruso: Инноке́нтий Фёдорович А́нненский, Omsk, 1 de septiembre de 1855 - San Petersburgo, 13 de diciembre de 1909) fue un poeta, crítico y traductor ruso, representante de la primera ola del simbolismo ruso. A veces se lo cita como el correspondiente eslavo de los poètes maudits, ya que Ánnienski participa de la musicalidad de Baudelaire, Mallarmé o Verlaine y tradujo a los simbolistas franceses. Ánnienski influyó poderosamente en toda la generación de poetas acmeístas y post-simbolistas, como Anna Ajmátova, Ósip Mandelshtam o Nikolái Gumiliov.

## Biografía
Ánnienski era hijo de un funcionario. Durante su infancia, se trasladó a San Petersburgo. Quedó huérfano a temprana edad y fue acogido en la familia de su hermano mayor, Nikolái Ánnienski, un destacado naródnik (activista político de ideas revolucionarias). 
En 1879, Ánnienski se licenció en el Departamento de Filología de la Universidad de San Petersburgo. Su mayor interés estaba en los estudios de Lingüística histórica. Fue profesor y enseñó lenguas clásicas y literatura antigua en un gymnasium de Tsárskoye Seló, del que fue director desde 1886 hasta su muerte, en 1909. Anna Ajmátova se graduó en este gimnasio y afirmó que Ánnienski era mi único profesor; Nikolái Gumiliov también tenía una excelente opinión de Ánnienski y lo calificó como el último cisne de Tsárskoye Seló.
Como Vasili Zhukovski antes que él, Ánnienski era remiso a publicar sus propias composiciones poéticas, por lo que su renombre vino gracias a las traducciones que realizó de Eurípides y de los poetas simbolistas franceses.
A principios del siglo XX, Ánnienski escribió una serie de tragedias inspiradas en las de la Antigua Grecia: Melanippa-filosof (1901), Tsar Iksion (1903), Laodamia (1906). Algunas de estas obras están dedicadas a su colega Faddéi Zielinski, quien más tarde escribirá el obituario de Ánnienski.
Como crítico literario, Ánnienski publicó El libro de los reflejos, dos volúmenes de ensayos sobre Nikolái Gógol, Mijaíl Lérmontov, Iván Goncharov y su autor favorito, Fiódor Dostoievski. 
Durante sus últimos meses de vida, Ánnienski trabajó como editor en el periódico Apollón de Serguéi Makovski. Aquí publicó también algunos ensayos sobre teoría poética. Nikolái Gumiliov apreciaba mucho estos trabajos teóricos y consideró a Ánnienski el primer acmeísta.

## Libros de poesía

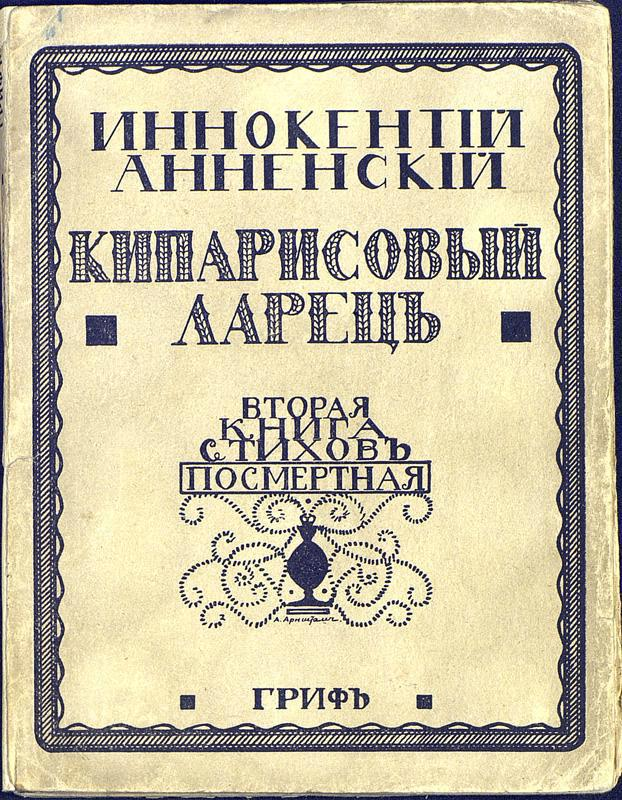
Portada de la Caja de ciprés.

A Ánnienski se lo recuerda actualmente sobre todo por su faceta como poeta. Comenzó a escribir poemas en la década de 1870, pero no los publicó. Siguió el consejo de su hermano mayor, Nikolái, quien le recomendó no publicar nada hasta que no hubiera cumplido los treinta y cinco años. Su primer libro poético se tituló Canciones serenas y se publicó en 1904, bajo el pseudónimo de Nik. T-o (que en ruso significa «Nadie»). El libro tuvo cierta repercusión entre los poetas simbolistas, alguno de los cuales sospechó que Ánnienski podía ser el autor. 
Su segundo libro se tituló Caja de ciprés y fue mucho más importante. Se publicó pocos días antes de que el poeta muriera de un infarto de miocardio en la estación de ferrocarril de Tsárskoye Seló.
La muerte de Ánniesnski dejó a su familia en una situación económica difícil. Muchas de sus piezas inéditas fueron publicadas en la década de 1920 por su hijastro (y también poeta) Valentín Krívich.

## Asteroide Annenskij
En 1979, se bautizó con su nombre a un asteroide —el (3724) Annenskij— descubierto por la astrónoma soviética Liudmila Zhuravliova.